# Rhytidophyllum berteroanum
Rhytidophyllum berteroanum är en tvåhjärtbladig växtart som beskrevs av Carl Friedrich Philipp von Martius. Rhytidophyllum berteroanum ingår i släktet Rhytidophyllum och familjen Gesneriaceae. Inga underarter finns listade i Catalogue of Life.